# Функционално знање
Функционално знање (примјењиво знање) је повезивање информација, односно знања из различитих области. За разлику од елементарне писмености или енциклопедијског знања, функционално знање је од круцијалне важности за препознавање, повезивање, разумијевање и рјешавање проблема. Стицање ове врсте знања је најважнија карактеристика сваког појединца и треба да буде примарни циљ образовних система сваког друштва.

## Развој функционалног знања
Поред избјегавање презаштићивања дјеце и промјена начина учења у смислу избјегавања понављања, запамћивања чињеница и брзог заборављања, можда најважнију улогу има развој синапси између неурона који утичу на развој потенцијала дјеце и који указује на везу између неурофизиолошких знања са праксом учења и образовања. То се постиже задавањем занимљивих питања о неким појавама о којима дјеца треба да стекну знања.